# Tribüne Linz

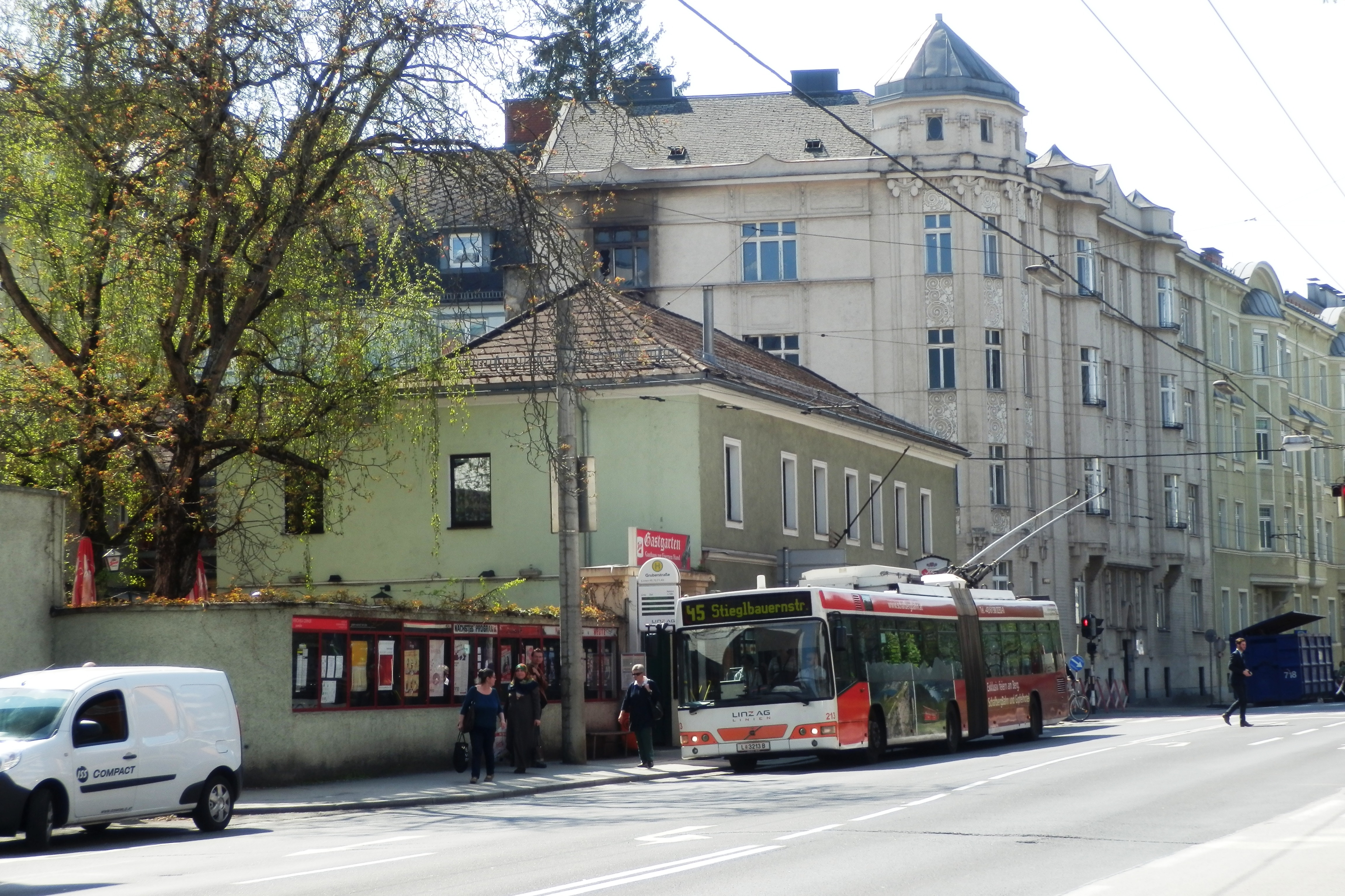
Tribüne Linz, Eingang in der Weißenwolffstraße

Die Tribüne Linz (vormals Eisenhand-Theater) ist ein freies Theater in Linz, Oberösterreich. Es befindet sich in einem Innenhof in der Weißenwolffstraße, Ecke Eisenhandstraße, im Nebentrakt des Gasthauses zur Eisernen Hand.

## Geschichte
Früher diente das Gebäude dem 1950 eröffneten Eisenhand-Kino der Brüder Ernst und Fritz Steiner, das zwischenzeitlich als Pornokino diente und schließlich wie die meisten kleineren Kinos, später wieder schließen musste. 1998 wurde das Haus als Spielstätte Eisenhand des Landestheaters Linz mit ca. 170 Plätzen eröffnet und diente der Aufführung von kleineren Sprechstücken und Jugendtheater.
2013 wurde das Eisenhand-Theater im Zusammenhang mit der Umstrukturierung des Landestheater durch die Eröffnung des Musiktheaters geschlossen und von einem privaten Verein übernommen und als Tribüne Linz – Theater am Südbahnhofmarkt geführt. Das Theater bietet einen ganzjährigen Repertoirebetrieb mit Schauspiel für Erwachsene und Jugendliche, etwa von Friedrich Dürrenmatt, Johann Wolfgang Goethe und auch zeitgenössischen Autoren. Bekannte Größen des Schauspiels, wie z. B. Eugen Victor treten regelmäßig hier auf.
Die Tribüne Linz wird geleitet von Bernhard Mayer, Cornelia Metschitzer und Rudi Müllehner.